# 山东青年政治学院
山东青年政治学院（简称山青）是一所山东省属普通本科高校。创建于1949年，现有两个校区（东校区和西校区），占地总面积1040亩。与山东省团校一套机构、两块牌子。

## 历史
1949年，创建山东省团校。
1987年，创建山东省青年管理干部学院，与山东省团校一套机构、两块牌子，成为全日制成人高等学校。
2010年3月，学校改制设立为山东青年政治学院，成为全日制本科高校。

## 历任领导

### 山东省团校
山东省团校时期（1949.10-1987.8）
| 职务                 | 姓名   | 任职时间       |
| -------------------- | ------ | -------------- |
| 校务委员会书记、校长 | 刘导生 | 1950.2-1950.3  |
| 校务委员会书记、校长 | 杨涤生 | 1950.3-1952.11 |
| 校务委员会书记、校长 | 杜前   | 1952.12-1953.9 |
| 校务委员会书记、校长 | 王显宗 | 1954.10-1956.8 |
| 校务委员会书记、校长 | 康晓   | 1956.9-1961.4  |
| 党委书记、校长       | 高中正 | 1963.11-1966.8 |
| 革委会主任           | 战平   | 1968.3-1970.7  |
| 负责人               | 姜永璞 | 1973.8-1979.10 |
| 负责人               | 刘元才 | 1976.2-1979.10 |
| 负责人               | 方兴和 | 1976.4-1977.4  |
| 校长、党委书记       | 孙淑义 | 1979.10-1984.4 |
| 党委书记、副校长     | 刘元才 | 1984.4-1987.8  |

### 党委书记
| 学校名称及起讫年月                                 | 姓名    | 任职时间       |
| -------------------------------------------------- | ------- | -------------- |
| 山东省青年管理干部学院（山东省团校） 1987.9-2010.3 | 栾培琴  | 1989.2-2002.1  |
| 山东省青年管理干部学院（山东省团校） 1987.9-2010.3 | 孙守刚  | 2002.1-2002.12 |
| 山东省青年管理干部学院（山东省团校） 1987.9-2010.3 | 陈伟    | 2003.1-2006.9  |
| 山东省青年管理干部学院（山东省团校） 1987.9-2010.3 | 张光峰  | 2006.9-2008.2  |
| 山东省青年管理干部学院（山东省团校） 1987.9-2010.3 | 孙爱军  | 2008.2-2010.5  |
| 山东青年政治学院 2010.3-至今                       | 孙爱军  | 2010.5-2010.12 |
| 山东青年政治学院 2010.3-至今                       | 张涛    | 2011.4-2016.11 |
| 山东青年政治学院 2010.3-至今                       | 鹿林    | 2017.3-2021.5  |
| 魏艳菊                                             | 2021.5- |                |

### 院长
| 学校名称及起讫年月                                 | 姓名   | 任职时间       |
| -------------------------------------------------- | ------ | -------------- |
| 山东省青年管理干部学院（山东省团校） 1987.9-2010.3 | 杨传堂 | 1987.10-1992.2 |
| 山东省青年管理干部学院（山东省团校） 1987.9-2010.3 | 翟鲁宁 | 1998.6-1999.3  |
| 山东省青年管理干部学院（山东省团校） 1987.9-2010.3 | 尹方   | 2002.2-2010.5  |
| 山东青年政治学院 2010.3-至今                       | 尹方   | 2010.5-2013.3  |
| 山东青年政治学院 2010.3-至今                       | 张书明 | 2013.3-        |

## 机构设置

### 党政管理部门
| - 办公室（发展规划处） （页面存档备份，存于） - 纪委（监察专员办公室）综合处 （页面存档备份，存于） - 组织部（党校） （页面存档备份，存于） - 宣传部（教师工作部、山东青年政治学院报社) （页面存档备份，存于） - 统战部 （页面存档备份，存于） - 学生工作部(处) （页面存档备份，存于）（武装部、大学生就业指导中心 （页面存档备份，存于）、校友联络办公室 （页面存档备份，存于）） - 人事处（人才工作办公室） （页面存档备份，存于） - 教务处 （页面存档备份，存于）（招生办公室、教师发展中心 （页面存档备份，存于）） - 教学质量监控与评估中心 （页面存档备份，存于） - 科研处（学科建设办公室） （页面存档备份，存于） - 发展规划与建设处 （页面存档备份，存于） | - 信息化工作办公室 - 财务处 （页面存档备份，存于） - 审计处 （页面存档备份，存于） - 后勤管理处 （页面存档备份，存于） - 资产管理处 （页面存档备份，存于） - 培训部（对外合作办公室） （页面存档备份，存于）、继续教育学院 （页面存档备份，存于） - 国际交流合作处（港澳台事务办公室） （页面存档备份，存于） - 安全管理处 （页面存档备份，存于） - 退休工作处 （页面存档备份，存于） - 工会 （页面存档备份，存于）（妇委会 （页面存档备份，存于）） - 团委 （页面存档备份，存于） |

### 教学单位
现设有政治与公共管理学院、经济管理学院、信息工程学院、会计学院、文化传播学院、外国语学院、现代服务管理学院、舞蹈学院、设计艺术学院、马克思主义学院、体育部、继续教育学院、培训部等13个学院（部），涉及经济学、法学、文学、工学、管理学、艺术学等6个学科门类。
| 学院名称                            | 本科专业                                                                           | 专科专业                                             |                                                   |
| ----------------------------------- | ---------------------------------------------------------------------------------- | ---------------------------------------------------- | ------------------------------------------------- |
| 政治与公共管理学院                  | 政治学与行政学、社会工作、公共事业管理                                             | 法律事务                                             | 政治与公共管理学院官方网站 （页面存档备份，存于） |
| 经济管理学院                        | 经济学（含互联网金融产品）、国际经济与贸易、市场营销（含互联网营销）、人力资源管理 | 国际商务（中英合作）                                 | 经济管理学院官方网站 （页面存档备份，存于）       |
| 信息工程学院                        | 计算机科学与技术、电子信息工程、信息管理与信息系统、数据科学与大数据技术           |                                                      | 信息工程学院官方网站 （页面存档备份，存于）       |
| 会计学院                            | 审计学、财务管理、资产评估                                                         | 会计                                                 | 会计学院官方网站 （页面存档备份，存于）           |
| 文化传播学院                        | 广播电视学、播音与主持艺术、汉语言文学                                             |                                                      | 文化传播学院官方网站 （页面存档备份，存于）       |
| 外国语学院                          | 西班牙语、英语、法语、德语、朝鲜语                                                 | 应用德语、商务日语、应用韩语、应用阿拉伯语           | 外国语学院官方网站 （页面存档备份，存于）         |
| 现代服务管理学院                    | 酒店管理、旅游管理、物业管理                                                       | 物业管理、旅游管理、老年服务与管理                   | 现代服务管理学院官方网站 （页面存档备份，存于）   |
| 舞蹈学院                            | 舞蹈编导、舞蹈表演、舞蹈学                                                         | 舞蹈表演                                             | 舞蹈学院官方网站 （页面存档备份，存于）           |
| 设计艺术学院                        | 视觉传达设计、环境设计、产品设计、服装与服饰设计                                   | 艺术设计、服装设计、艺术设计（中韩合作形象设计方向） | 设计艺术学院官方网站 （页面存档备份，存于）       |
| 马克思主义学院(山东省青少年研究所） | 思想政治教育                                                                       |                                                      | 马克思主义学院官方网站 （页面存档备份，存于）     |
| 职业教育学院                        |                                                                                    |                                                      | 职业教育学院官方网站 （页面存档备份，存于）       |
| 体育部                              |                                                                                    |                                                      | 体育部官方网站 （页面存档备份，存于）             |

### 教辅单位
- 档案馆 （页面存档备份，存于）
- 图书馆 （页面存档备份，存于）
- 学报编辑部 （页面存档备份，存于）

### 科研单位
- 山东省青少年研究所
  - 人文社会科学研究基地
  - 《青少年学刊》编辑部
  - 青少年工作学院
  - 山东青少年舆情检测服务中心
  - 山东省青少年研究会
  - 山东省青少年研究规划管理办公室
  - 山东省青少年心理咨询服务中心
  - 齐鲁讲坛青少年研究分坛

## 图书馆
2008年5月启用，建筑面积27711.36平方米（含利行楼），阅览座位2650个。中外文藏书150余万册，中外文纸质报刊900余种。配有200余台电脑和17台服务器的快速交换局域网。图书馆周开馆时间达到112小时，年接待读者约80余万人次。于2006年成为CALIS成员馆，2009年成为CASHL成员馆，2012年加入国家图书馆馆际互借服务体系。

## 学报
前身为《青年工作论坛》，试刊于1985年，并于1987年正式出刊。1998年更名为《山东青年干部管理学院学报》，并面向全国公开发行。2010年，更名为《山东青年政治学院学报》。

## 合作院校
| 学校               | 国家（地区） |
| ------------------ | ------------ |
| 中国文化大学       | 臺灣         |
| 大仁科技大学       | 臺灣         |
| 建国科技大学       | 臺灣         |
| 东海大学           | 臺灣         |
| 修平科技大学       | 臺灣         |
| 国立高雄餐旅大学   | 臺灣         |
| 诚信女子大学       |              |
| 圆光大学           |              |
| 西原大学           |              |
| 东京福祉大学       | 日本         |
| 京都西山短期大学   | 日本         |
| 神户东洋外国语学校 | 日本         |
| 和歌山外国语学校   | 日本         |
| 汝来大学           | 马来西亚     |
| 世纪大学           | 马来西亚     |
| 曼谷大学           | 泰國         |
| 雷恩商学院         | 法國         |
| 朴次茅斯大学       | 英国         |
| 马德里康普顿斯大学 | 西班牙       |
| 海梅一世大学       | 西班牙       |
| 坦塔大学           | 埃及         |
| 亚历山大大学       | 埃及         |
| 温哥华岛大学       | 加拿大       |
| 北园大学           | 美国         |
| 阿肯色州立大学     | 美国         |
| 哈瓦那大学         | 古巴         |